# Le Geek charmant
Pour plus de détails, voir Fiche technique et Distribution.
Le Geek charmant (Geek Charming) est un téléfilm américain de la collection des Disney Channel Original Movie réalisé par Jeffrey Hornaday et diffusé en 2011.

## Synopsis
Dylan Schoenfield, une adolescente de 16 ans, riche, snob et égocentrique, est la fille la plus populaire du lycée de Woodlance dans l'État de Washington. Elle a tout pour elle : le petit ami le plus cool, les amis les plus populaires, des vêtements et affaires de marque, une grande et belle maison, etc. Dylan n'a qu'un rêve : être couronnée reine du printemps dans 6 semaines.
Josh Rosen est un "geek" cinéphile qui se rêve grand réalisateur. À l'occasion d'un concours de cinéma, Josh choisit Dylan comme sujet pour son documentaire sur la popularité. Quand le sac à main adoré de celle-ci atterrit dans la fontaine du centre commercial, Josh y voit sa chance de la convaincre de participer à son film, en sauvant le sac des eaux. Dylan accepte finalement, persuadée que ce documentaire ne fera que l'aider dans sa quête de la couronne de reine du printemps.
 Mais Dylan et Josh, forts de leurs préjugés respectifs sur les "geeks" et les "populaires", ne risquent-ils pas de sortir différents de cette expérience ? Dylan, arrivera-t-elle à être élue reine du printemps ? Et Josh, gagnera-t-il le Prix du meilleur film ?

## Fiche technique
- Titre original : The Geek Charming
- Titre français : Le Geek Charmant
- Réalisation : Jeffrey Hornaday
- Scénario : Elizabeth Hackett et Hilary Galanoy, sur la base d'un roman de Robin Palmer
- Production : Bad Angels Productions, Mandeville Films
- Pays :  États-Unis
- Langue : anglais
- Dates de diffusion :
  - États-Unis et Canada : 11 novembre 2011
  - France et Belgique Francophone : 20 mars 2012

## Distribution
- Sarah Hyland (VFB : Esther Aflalo) : Dylan Schoenfield, la fille la plus populaire de son lycée. Sa mère est décédée quand elle était enfant. Avant, elle était amie avec Amy. Elle sort avec Asher avant de tomber amoureuse de Josh.
- Matt Prokop (VFB : Maxime Donnay) : Josh Rosen, le président du club de cinéma. Il est amoureux d'Amy avant de tomber amoureux de Dylan.
- Sasha Pieterse (VFB : Cécile Florin) : Amy Loubalu, une ancienne amie avec Dylan Schoenfield avant le décès de sa mère. Elle fait partie d'un groupe de rock.
- Jordan Nichols (VFB : Marc Weiss) : Asher, le petit copain de Dylan. C'est le plus beau garçon de l'école, mais il est aussi superficiel.
- Vanessa Morgan (VFB : Mélissa Windal) : Hannah, l'une des deux meilleures amies de Dylan.
- Lili Simmons (VFB : Marielle Ostrowski) : Lola, l'une des deux meilleures amies de Dylan.
- David Del Rio (VFB : Gauthier de Fauconval) : Ari, un ami de Josh du club de cinéma.
- Jimmy Bellinger (VFB : Grégory Praet) : Steven, un ami de Josh du club de cinéma. Il est amoureux de Catline.
- Kacey Rohl (VFB : Claire Tefnin) : Catline, une amie de Josh du club de cinéma. Elle est amoureuse de lui, avant d'être amoureuse de Steven
- Lilli Birdsell : Sandy, la mère de Josh
- Andrew Airlie : Alan, le père de Dylan
- Andrea Brooks : Nicole Paterson, la rivale de Dylan dans la compétition pour être reine du printemps
- David Milchard : M. Farley, le professeur de cinéma

### Doublage
- Société de doublage : Dubbing Brothers Belgique
- Direction artistique : Colette Sodoyez
- Adaptation des dialogues : François Dubuc

Source : Carton de doublage sur Disney+ sauf erreur : voix d'Ari = Gauthier de Fauconval et de Steven = Grégory Praet

## Diffusion internationale
| Pays / Region               | Chaîne(s)                   | Diffusion           | Titre                   |
| --------------------------- | --------------------------- | ------------------- | ----------------------- |
| États-Unis                  | Disney Channel              | Le 11 novembre 2011 | Geek Charming           |
| Canada                      | Family                      | Le 11 novembre 2011 | Geek Charming           |
| Italie                      | Disney Channel Italia       | Le 14 janvier 2012  | Regista di classe       |
| Royaume-Uni                 | Disney Channel UK & Ireland | Le 11 février 2012  | Geek Charming           |
| Afrique du Sud              | Disney Channel South Africa | Le 11 février 2012  | Geek Charming           |
| Turquie                     | Disney Channel Turkey       | Le 11 février 2012  | Dahi Prens              |
| Grèce                       | Disney Channel Greece       | Le 11 février 2012  | Το πιο γλυκό σπασικλάκι |
| Chypre                      | Disney Channel Greece       | Le 11 février 2012  | Το πιο γλυκό σπασικλάκι |
| Roumanie                    | Disney Channel Romania      | Le 11 février 2012  | Tocilarul Fermecator    |
| Hongrie                     | Disney Channel Hungary      | Le 11 février 2012  | Bűbájos Törtető         |
| Pologne                     | Disney Channel Polska       | Le 11 février 2012  | Wymarzony luzer         |
| Bulgarie                    | Disney Channel Bulgaria     | Le 11 février 2012  | Принц смотльо           |
| Russie                      | Disney Channel Russia       | Le 12 février 2012  | Прекрасный принц        |
| Malte                       | Disney Channel Malta        | Le 14 février 2012  | Geek Charming           |
| Espagne                     | Disney Channel España       | Le 24 février 2012  | Un Chiflado Encantador  |
| Japon                       | Disney Channel Japan        | Le 25 février 2012  | イケてる私とサエない僕  |
| Suède                       | Disney Channel Sweden       | Le 16 mars 2012     | Nördprinsen             |
| France Belgique francophone | Disney Channel France       | Le 24 mars 2012     | Le Geek Charmant        |